# Sid Meier's Civilization IV
Sid Meier's Civilization IV (mais conhecido por Civilization IV) é um jogo eletrônico 4X de estratégia baseada em turnos e o quarto jogo da franquia Sid Meier's Civilization, projetado por Soren Johnson sob a direção de Sid Meier e seu estúdio Firaxis Games. Ele foi lançado na América do Norte, Europa e Austrália entre 25 de Outubro e 4 de Novembro de 2005, sendo sucedido pelo Civilization V em 2010.
O objetivo principal do jogo é fundar um império que resista do ano de 4000 a.C. até 2050 d.C., lutando por recursos e território contra outras civilizações, começando com duas unidades: um Colono e um Batedor ou Guerreiro (estes últimos dependendo da civilização que for escolhida). Existe por padrão cinco objetivos que trazem a vitória ao jogador: conquistar todas as outras civilizações; controlar a grande maioria da população e do território mundial; construindo e lançando a primeira espaçonave para o sistema estelar Alpha Centauri; estando com 3 cidades no império com nível de cultura "Lendários"; ou se tornando Secretário-Geral da ONU. Se nenhuma civilização conseguir chegar em um desses objetivos até 2050, a civilização que estiver com a pontuação mais alta ganha automaticamente.
O jogo foi aclamado pela crítica e foi dito como "um produto exemplar para desenvolvedores do jogos no ramo de estratégia em turnos", e foi listado como um dos melhores jogos de todos os tempos. Civilization IV vendeu mais de 3 milhões de cópias em 2008 e ganhou múltiplos prêmios, incluindo vários prêmios de Jogo do Ano. Sua música tema, "Baba Yetu", foi a primeira música vinda de um jogo eletrônica a ganhar um Grammy. Duas expansões principais foram lançadas, Civilization IV: Warlords e Civilization IV: Beyond the Sword, além do Pacote de Expansão Independente Civilization IV: Colonization, todos combinados em 2009 em uma edição especial chamada Sid Meier's Civilization IV: The Complete Edition.

## Jogabilidade
Civilization IV segue o modelo 4X de jogos de estratégia por turnos, um gênero em que o jogador controla um Império e tem que "eXplorar, eXpandir, eXtrair, eXterminar", em que os jogadores tentam liderar um grupo modesto de pessoas em um local de início com recursos escassos para se tornar uma grandiosa Civilização ou Império. As condições para ganhar o jogo, existem 5 maneiras: militarmente vencer todas as outras civilizações no jogo, controlar um terço da população e do território mundial, construindo a primeira espaçonave da Era Espacial e enviando para o sistema estelar Alpha Centauri, conseguindo três cidades com o nível de cultura "Lendário", se tornando líder mundial/secretário geral da ONU ou estar no topo no placar de pontos em 2050 d.C.